# デンバ・ソウ
デンバ・ソウ（Demba Sow、1993年7月3日 - ）は、フランス出身のモーリタニア人サッカー選手。ESMゴンフルヴィル所属。ポジションはディフェンダー。